# Подентеш
Подентеш (порт. Podentes)  —  район (фрегезия) в Португалии,  входит в округ Коимбра. Является составной частью муниципалитета  Пенела. Находится в составе крупной городской агломерации Большая Коимбра. По старому административному делению входил в провинцию Бейра-Литорал. Входит в экономико-статистический  субрегион Пиньял-Интериор-Норте, который входит в Центральный регион. Население составляет 584 человека на 2001 год. Занимает площадь 17,22 км².
Покровителем района считается Дева Мария (порт. Nossa Senhora da Luz). 